# Moneybeg and Clareisland Bogs SAC
Moneybeg and Clareisland Bogs SAC este o arie protejată (sit de importanță comunitară — SCI) din Irlanda întinsă pe o suprafață de 364,17 ha, integral pe uscat.

## Localizare
Centrul sitului Moneybeg and Clareisland Bogs SAC este situat la coordonatele 53°46′53″N 7°20′02″W / 53.781509°N 7.333998°V.

## Înființare
Situl Moneybeg and Clareisland Bogs SAC a fost declarat sit de importanță comunitară în aprilie 2003 pentru a proteja un număr necunoscut de specii din flora spontană și fauna sălbatică aflate în arealul zonei.

## Biodiversitate
Situată în ecoregiunea atlantică, aria protejată conține 3 habitate naturale: Turbării active, Depresiuni pe substraturi de turbă de Rhynchosporion, Mlaștini oligotrofe degradate, capabile încă de regenerare naturală.
La baza desemnării sitului se află un număr nedeclarat de specii protejate.
Pe lângă speciile protejate, pe teritoriul sitului au mai fost identificate 2 specii de plante.